# Sung Jong-hyun
Đây là một tên người Triều Tiên, họ là Sung.
Sung Jong-hyun (sinh ngày 2 tháng 4 năm 1979) là một cầu thủ bóng đá Hàn Quốc đã giải nghệ. Ông từng thi đấu cho Jeonbuk Hyundai Motors, Gwangju Sangmu Bulsajo, Shenyang Dongjin và Goyang KB Kookmin Bank FC.
Sung chuyển đến Shenyang Dongjin vào tháng 1 năm 2011.